# Una a Una
Una a Una es un club ciclista femenino asturiano fundado en Oviedo en 2011 y especializado en la modalidad BTT (bicicleta de todoterreno). Fue el primer club de España en esta disciplina deportiva y su creadora y presidenta es la alpinista asturiana Rosa Fernández Rubio.
Otra gran deportista asturiana, la exciclista profesional Rocío Gamonal (campeona de España de ciclocrós, BTT y carretera) es la madrina de este club que cuenta con alrededor de medio centenar de socias de un amplio abanico de edades.
La idea fundacional de Una a Una es el fomento de la práctica del deporte entre las mujeres. El club desarrolla asimismo una intensa labor social y solidaria a través de su agenda Pedaladas Solidarias con la que ha llevado a cabo proyectos en favor de la lucha contra el cáncer, la ayuda al deporte de discapacitados o la protección a la infancia.
En colaboración con empresas, instituciones y particulares, Una a Una ha recaudado fondos para estos fines sociales en proyectos como las travesías ciclistas Lhasa-Katmandú (meseta tibetana), el Camino de Santiago (norte de España), Trans-Atlas (interior de Marruecos) o Gijón-Ubiña: Cota Cero, Cota Máxima (Asturias de norte a sur).
Los colores distintivos del club son: maillot blanco con franjas laterales negras y detalles en negro, rosa y morado en cuello, mangas y hombros; coulotte negro con franjas laterales moradas.
Inspiradas por su fundadora, las ciclistas de Una a Una realizan también una notable actividad montañera, habiendo completado expediciones de escalada en las cordilleras de los Andes o el Himalaya, así como numerosas incursiones en la cordillera Cantábrica y los Picos de Europa.